# Saison 3 de Phinéas et Ferb
 (octobre 2019).
Si vous disposez d'ouvrages ou d'articles de référence ou si vous connaissez des sites web de qualité traitant du thème abordé ici, merci de compléter l'article en donnant les références utiles à sa vérifiabilité et en les liant à la section « Notes et références ».
La troisième saison de Phinéas et Ferb était diffusé entre le 4 mars 2011 et le 30 novembre 2012 sur Disney Channel.

## Synopsis
La série se concentre sur Phinéas Flynn, un demi-frère de 10 ans, en compagnie de Ferbs "Ferb" Fletcher, son demi-frère de 11 ans.

## Épisode 1:La biosphère
- Titre original : The Great Indoors
- Histoire : Perry Zombolas
- Écrit par : Herb Moore
- Storyboard : Alan Gibley
- Réalisé par : Calvin Suggs
- Code production : 9ACX01
- États-Unis : 4 mars 2011 sur Disney Channel
- France : 5 mars 2011 sur Disney Channel France
- Canada : 7 mars 2011 sur Family Channel

## Épisode 2:Candiremy
- Titre original : Canderemy
- Histoire : Charles Zembillas
- Écrit par : Alex Hastings
- Storyboard : Brian Hastings
- Réalisé par : Craig Stitt
- Code production : 9ACX04
- États-Unis : 4 mars 2011 sur Disney Channel
- France : 6 mars 2011 sur Disney Channel France
- Canada : 14 mars 2011 sur Family Channel

## Épisode 3:Cours, Candice, Cours
- Titre original : Run, Candace, Run
- Histoire : Mark Cerny
- Écrit par : Mark Hentemann
- Storyboard : Yoshimichi Tamura
- Réalisé par : Peter Cerutti
- Code production : 9ACX11
- États-Unis : 11 mars 2011 sur Disney Channel
- France : 23 mars 2011 sur Disney Channel France
- Canada : 28 mars 2011 sur Family Channel

## Épisode 4:Laisse tomber, Candice
- Titre original : Last Train to Bustville
- Histoire : Ted Price
- Écrit par : Ant Ward
- Storyboard : Christof LeFébure
- Réalisé par : Danny Smith
- Code production : 9ACX03
- États-Unis : 11 mars 2011 sur Disney Channel
- France : 30 avril 2011 sur Disney Channel France
- Canada : 11 avril 2011 sur Family Channel

## Épisode 5:Le Phinéas clip'orama(parties 1 & 2)
- Titre original : Phineas' Birthday Clip-O-Rama
- Histoire : Christopher Mason Savino
- Écrit par : David Smith
- Storyboard : Kevin Petrilak
- Réalisé par : Masahiro Sakurai
- Code production : 9ACX06
- États-Unis : 1er avril 2011 sur Disney Channel
- France : 22 avril 2011 sur Disney Channel France
- Canada : 28 mai 2011 sur Family Channel

## Épisode 6:Les Dents de Danvillle
- Titre original : The Belly of the Beast
- Histoire : Kaz
- Écrit par : Clarie Espagno
- Storyboard : Brian Hastings
- Réalisé par : Craig Stitt
- Code production : 9ACX08
- États-Unis : 29 avril 2011 sur Disney Channel
- France : 14 mai 2011 sur Disney Channel France
- Canada : 11 juin 2011 sur Family Channel

## Épisode 7:La Ferme lunaire
- Titre original : Run, Candace, Run
- Histoire : Perry Zombolas
- Écrit par : Tim Walker
- Storyboard : Barbara Dourmaskin-Case
- Réalisé par : Cherry T. Chevapravatdumrong
- Code production : 9ACX10
- États-Unis : 29 avril 2011 sur Disney Channel
- France : 25 juin 2011 sur Disney Channel France
- Canada : 9 juillet 2011 sur Family Channel

## Épisode 8:La Clé diabolique
- Titre original : Ask a Foolish Question
- Histoire : Don Judge
- Écrit par : Drew Tolman
- Storyboard : Matt Weitzman
- Réalisé par : Ryan Burkhard
- Code production : 9ACX02
- États-Unis : 13 mai 2011 sur Disney Channel
- France : 2 juillet 2011 sur Disney Channel France
- Canada : 27 août 2011 sur Family Channel

## Épisode 9:Un ornithorynque peut en cacher un autre
- Titre original : Misperceived Monotreme
- Histoire : Don Judge
- Écrit par : Drew Tolman
- Storyboard : Matt Weitzman
- Réalisé par : Ryan Burkhard
- Code production : 9ACX07
- États-Unis : 13 mai 2011 sur Disney Channel
- France : 16 juillet 2011 sur Disney Channel France
- Canada : 3 septembre 2011 sur Family Channel

## Épisode 10:Candice déconnectée
- Titre original : Candace Disconnected
- Histoire : Don Judge
- Écrit par : Drew Tolman
- Storyboard : Matt Weitzman
- Réalisé par : Ryan Burkhard
- Code production : 9ACX13
- États-Unis : 18 juin 2011 sur Disney Channel
- France : 11 juillet 2011 sur Disney Channel France
- Canada : 11 mars 2012 sur Family Channel

## Épisode 11:Artiste incompris
- Titre original : Magic Carpet Ride
- Histoire : Don Judge
- Écrit par : Drew Tolman
- Storyboard : Matt Weitzman
- Réalisé par : Ryan Burkhard
- Code production : 9ACX16
- États-Unis : 18 juin 2011 sur Disney Channel
- France : 11 juillet 2011 sur Disney Channel France
- Canada : 11 mars 2012 sur Family Channel

## Épisode 12:Tiré par les ch'veux
- Titre original : Bad Hair Day
- Histoire : Don Judge
- Écrit par : Drew Tolman
- Storyboard : Matt Weitzman
- Réalisé par : Ryan Burkhard
- Code production : 9ACX14
- États-Unis : 24 juin 2011 sur Disney Channel
- France : 12 juillet 2011 sur Disney Channel France
- Canada : 18 mars 2012 sur Family Channel

## Épisode 13:Le Festival du pain de viande
- Titre original : Meatloaf Surprise
- Histoire : Don Judge
- Écrit par : Drew Tolman
- Storyboard : Matt Weitzman
- Réalisé par : Ryan Burkhard
- Code production : 9ACX17
- États-Unis : 24 juin 2011 sur Disney Channel
- France : 12 juillet 2011 sur Disney Channel France
- Canada : 18 mars 2012 sur Family Channel

## Épisode 14:Le rayon d'inaction
- Titre original : Phineas and Ferb Interrupted
- Histoire : Don Judge
- Écrit par : Drew Tolman
- Storyboard : Matt Weitzman
- Réalisé par : Ryan Burkhard
- Code production : 9ACX05
- États-Unis : 15 juillet 2011 sur Disney Channel
- France : 29 août 2011 sur Disney Channel France
- Canada : 25 mars 2012 sur Family Channel

## Épisode 15:Malentendu
- Titre original : A Real Boy
- Histoire : Don Judge
- Écrit par : Drew Tolman
- Storyboard : Matt Weitzman
- Réalisé par : Ryan Burkhard
- Code production : 9ACX15
- États-Unis : 15 juillet 2011 sur Disney Channel
- France : 29 août 2011 sur Disney Channel France
- Canada : 25 mars 2012 sur Family Channel

## Épisode 16:Clouée au lit
- Titre original : Mommy Can You Hear Me?
- Histoire : Don Judge
- Écrit par : Drew Tolman
- Storyboard : Matt Weitzman
- Réalisé par : Ryan Burkhard
- Code production : 9ACX19
- États-Unis : 29 juillet 2011 sur Disney Channel
- France : 5 septembre 2011 sur Disney Channel France
- Canada : 1er avril 2012 sur Family Channel

## Épisode 17:La Grande Virée
- Titre original : Road Trip
- Histoire : Don Judge
- Écrit par : Drew Tolman
- Storyboard : Matt Weitzman
- Réalisé par : Ryan Burkhard
- Code production : 9ACX20
- États-Unis : 29 juillet 2011 sur Disney Channel
- France : 5 septembre 2011 sur Disney Channel France
- Canada : 1er avril 2012 sur Family Channel

## Épisode 18:Le Tour de Ferb
- Titre original : Mommy Can You Hear Me?
- Histoire : Don Judge
- Écrit par : Drew Tolman
- Storyboard : Matt Weitzman
- Réalisé par : Ryan Burkhard
- Code production : 9ACX21
- États-Unis : 12 août 2011 sur Disney Channel
- France : 6 septembre 2011 sur Disney Channel France
- Canada : 15 avril 2012 sur Family Channel

## Épisode 19:Le Multipoly
- Titre original : Skiddley Whiffers
- Histoire : Don Judge
- Écrit par : Drew Tolman
- Storyboard : Matt Weitzman
- Réalisé par : Ryan Burkhard
- Code production : 9ACX22
- États-Unis : 26 août 2011 sur Disney Channel
- France : 6 septembre 2011 sur Disney Channel France
- Canada : 15 avril 2012 sur Family Channel

## Épisode 20:But!(parties 1 & 2)
- Titre original : My Fair Goalie
- Histoire : Don Judge
- Écrit par : Drew Tolman
- Storyboard : Matt Weitzman
- Réalisé par : Ryan Burkhard
- Code production : AACX01
- États-Unis : 9 septembre 2011 sur Disney Channel
- France : 20 octobre 2011 sur Disney Channel France
- Canada : 29 avril 2012 sur Family Channel

## Épisode 21:Candice se trompe de cible
- Titre original : Bullseye!
- Histoire : Don Judge
- Écrit par : Drew Tolman
- Storyboard : Matt Weitzman
- Réalisé par : Ryan Burkhard
- Code production : AACX02
- États-Unis : 30 septembre 2011 sur Disney Channel
- France : 7 novembre 2011 sur Disney Channel France
- Canada : 6 mai 2012 sur Family Channel

## Épisode 22:La Vache-garou
- Titre original : That's the Spirit!
- Histoire : Don Judge
- Écrit par : Drew Tolman
- Storyboard : Matt Weitzman
- Réalisé par : Ryan Burkhard
- Code production : AACX03
- États-Unis : 7 octobre 2011 sur Disney Channel
- France : 8 novembre 2011 sur Disney Channel France
- Canada : 13 mai 2012 sur Family Channel

## Épisode 23:La Malédiction de Candice
- Titre original : The Curse of Candace
- Histoire : Don Judge
- Écrit par : Drew Tolman
- Storyboard : Matt Weitzman
- Réalisé par : Ryan Burkhard
- Code production : AACX05
- États-Unis : 7 octobre 2011 sur Disney Channel
- France : 8 novembre 2011 sur Disney Channel France
- Canada : 13 mai 2012 sur Family Channel

## Épisode 24:Prisonniers volontaires
- Titre original : Escape from Phineas Tower
- Histoire : Don Judge
- Écrit par : Drew Tolman
- Storyboard : Matt Weitzman
- Réalisé par : Ryan Burkhard
- Code production : AACX08
- États-Unis : 21 octobre 2011 sur Disney Channel
- France : 9 novembre 2011 sur Disney Channel France
- Canada : 20 mai 2012 sur Family Channel

## Épisode 25:La Fête de la patate
- Titre original : Lotsa Latkes
- Histoire : Don Judge
- Écrit par : Drew Tolman
- Storyboard : Matt Weitzman
- Réalisé par : Ryan Burkhard
- Code production : AACX12
- États-Unis : 18 novembre 2011 sur Disney Channel
- France : 21 novembre 2011 sur Disney Channel France
- Canada : 30 septembre 2012 sur Family Channel

## Épisode 26:Le Latin Ferb
- Titre original : Ferb Latin
- Histoire : Don Judge
- Écrit par : Drew Tolman
- Storyboard : Matt Weitzman
- Réalisé par : Ryan Burkhard
- Code production : AACX10
- États-Unis : 25 novembre 2011 sur Disney Channel
- France : 19 décembre 2011 sur Disney Channel France
- Canada : 7 octobre 2012 sur Family Channel

## Épisode 27:Noël en famille
- Titre original : A Phineas and Ferb Family Christmas
- Histoire : Don Judge
- Écrit par : Drew Tolman
- Storyboard : Matt Weitzman
- Réalisé par : Ryan Burkhard
- Code production : AACX06
- États-Unis : 2 décembre 2011 sur Disney Channel
- France : 21 décembre 2011 sur Disney Channel France
- Canada : 4 novembre 2012 sur Family Channel

## Épisode 28:La Roue préhistorique
- Titre original : Tri-Stone Area
- Histoire : Don Judge
- Écrit par : Drew Tolman
- Storyboard : Matt Weitzman
- Réalisé par : Ryan Burkhard
- Code production : AACX04
- États-Unis : 13 janvier 2012 sur Disney Channel
- France : 7 février 2012 sur Disney Channel France
- Canada : 11 novembre 2012 sur Family Channel

## Épisode 29:La Dynastie Doof
- Titre original : Doof Dynasty
- Histoire : Don Judge
- Écrit par : Drew Tolman
- Storyboard : Matt Weitzman
- Réalisé par : Ryan Burkhard
- Code production : AACX07
- États-Unis : 14 janvier 2012 sur Disney Channel
- France : 7 février 2012 sur Disney Channel France
- Canada : 11 novembre 2012 sur Family Channel

## Épisode 30:Excaliferb(parties 1 & 2)
- Titre original : Excaliferb
- Histoire : Don Judge
- Écrit par : Drew Tolman
- Storyboard : Matt Weitzman
- Réalisé par : Ryan Burkhard
- Code production : AACX03
- États-Unis : 15 janvier 2012 sur Disney Channel
- France : 6 mars 2012 sur Disney Channel France
- Canada : 18 novembre 2012 sur Family Channel

## Épisode 31:Le Temple perdu de Kouatchadoon
- Titre original : Phineas and Ferb and the Temple of Juatchadoon
- Histoire : Don Judge
- Écrit par : Drew Tolman
- Storyboard : Matt Weitzman
- Réalisé par : Ryan Burkhard
- Code production : AACX11
- États-Unis : 16 janvier 2012 sur Disney Channel
- France : 8 mars 2012 sur Disney Channel France
- Canada : 9 décembre 2012 sur Family Channel

## Épisode 32:Les Monstres du 'ça'
- Titre original : Monsters from the Id
- Histoire : Don Judge
- Écrit par : Drew Tolman
- Storyboard : Matt Weitzman
- Réalisé par : Ryan Burkhard
- Code production : AACX13
- États-Unis : 10 février 2012 sur Disney Channel
- France : 9 avril 2012 sur Disney Channel France
- Canada : 16 décembre 2012 sur Family Channel

## Épisode 33:Des fourmis fourmidables
- Titre original : Road Trip
- Histoire : Don Judge
- Écrit par : Drew Tolman
- Storyboard : Matt Weitzman
- Réalisé par : Ryan Burkhard
- Code production : AACX15
- États-Unis : 10 février 2012 sur Disney Channel
- France : 9 avril 2012 sur Disney Channel France
- Canada : 16 décembre 2012 sur Family Channel

## Épisode 34:Fromageland
- Titre original : Remains of the Platypus
- Histoire : Don Judge
- Écrit par : Drew Tolman
- Storyboard : Matt Weitzman
- Réalisé par : Ryan Burkhard
- Code production : AACX17
- États-Unis : 24 février 2012 sur Disney Channel
- France : 12 avril 2012 sur Disney Channel France
- Canada : 10 février 2013 sur Family Channel

## Épisode 35:Quitte ou double
- Titre original : Mom's In the House
- Histoire : Don Judge
- Écrit par : Drew Tolman
- Storyboard : Matt Weitzman
- Réalisé par : Ryan Burkhard
- Code production : AACX14
- États-Unis : 2 mars 2012 sur Disney Channel
- France : 8 juin 2012 sur Disney Channel France
- Canada : 17 février 2013 sur Family Channel

## Épisode 36:Perry, star de la pub
- Titre original : Perry the Actorpus
- Histoire : Don Judge
- Écrit par : Drew Tolman
- Storyboard : Matt Weitzman
- Réalisé par : Philipp Seis
- Code production : AACX16
- États-Unis : 3 mars 2012 sur Disney Channel
- France : 10 septembre 2012 sur Disney Channel France
- Canada : 10 mars 2013 sur Family Channel

## Épisode 37:Candice en apesanteur
- Titre original : Let's Bounce
- Histoire : Don Judge
- Écrit par : Drew Tolman
- Storyboard : Matt Weitzman
- Réalisé par : Ryan Burkhard
- Code production : AACX18
- États-Unis : 16 mars 2012 sur Disney Channel
- France : 11 septembre 2012 sur Disney Channel France
- Canada : 17 mars 2013 sur Family Channel

## Épisode 38:Un assistant musclé
- Titre original : Bully Bromance Breakup
- Histoire : Don Judge
- Écrit par : Drew Tolman
- Storyboard : Matt Weitzman
- Réalisé par : Ryan Burkhard
- Code production : AACX18
- États-Unis : 16 mars 2012 sur Disney Channel
- France : 11 septembre 2012 sur Disney Channel France
- Canada : 17 mars 2013 sur Family Channel

## Épisode 39:Chut!
- Titre original : Quietest Day Ever
- Histoire : Don Judge
- Écrit par : Drew Tolman
- Storyboard : Matt Weitzman
- Réalisé par : Ryan Burkhard
- Code production : AACX19
- États-Unis : 30 mars 2012 sur Disney Channel
- France : 12 septembre 2012 sur Disney Channel France
- Canada : 24 mars 2013 sur Family Channel

## Épisode 40:Un problème à tourner chèvre
- Titre original : Quietest Day Ever
- Histoire : Don Judge
- Écrit par : Drew Tolman
- Storyboard : Matt Weitzman
- Réalisé par : Ryan Burkhard
- Code production : AACX20
- États-Unis : 30 mars 2012 sur Disney Channel
- France : 12 septembre 2012 sur Disney Channel France
- Canada : 24 mars 2013 sur Family Channel

## Épisode 41:Le pouvoir du charme
- Titre original : Meapless in Seattle
- Histoire : Don Judge
- Écrit par : Drew Tolman
- Storyboard : Matt Weitzman
- Réalisé par : Ryan Burkhard
- Code production : AACX21
- États-Unis : 6 avril 2012 sur Disney Channel
- France : 13 septembre 2012 sur Disney Channel France
- Canada : 14 avril 2013 sur Family Channel

## Épisode 42:Destin de livreur
- Titre original : Delivery of Destiny
- Histoire : Don Judge
- Écrit par : Drew Tolman
- Storyboard : Matt Weitzman
- Réalisé par : Ryan Burkhard
- Code production : AACX22
- États-Unis : 27 avril 2012 sur Disney Channel
- France : 14 septembre 2012 sur Disney Channel France
- Canada : 28 avril 2013 sur Family Channel

## Épisode 43:Le Jardin secret de Buford
- Titre original : Buford Confidential
- Histoire : Don Judge
- Écrit par : Drew Tolman
- Storyboard : Matt Weitzman
- Réalisé par : Ryan Burkhard
- Code production : BACX01
- États-Unis : 27 avril 2012 sur Disney Channel
- France : 14 septembre 2012 sur Disney Channel France
- Canada : 28 avril 2013 sur Family Channel

## Épisode 44:L'Attracteur de Maman
- Titre original : The Mom Attractor
- Histoire : Don Judge
- Écrit par : Drew Tolman
- Storyboard : Matt Weitzman
- Réalisé par : Ryan Burkhard
- Code production : BACX02
- États-Unis : 4 mai 2012 sur Disney Channel
- France : 19 novembre 2012 sur Disney Channel France
- Canada : 5 mai 2013 sur Family Channel

## Épisode 45:Le Jardin secret de Buford
- Titre original : Buford Confidential
- Histoire : Don Judge
- Écrit par : Drew Tolman
- Storyboard : Matt Weitzman
- Réalisé par : Ryan Burkhard
- Code production : BACX03
- États-Unis : 4 mai 2012 sur Disney Channel
- France : 19 novembre 2012 sur Disney Channel France
- Canada : 5 mai 2013 sur Family Channel

## Épisode 46:Agent Doofenshmirtz
- Titre original : Agent Doof
- Histoire : Don Judge
- Écrit par : Drew Tolman
- Storyboard : Matt Weitzman
- Réalisé par : Ryan Burkhard
- Code production : BACX04
- États-Unis : 11 mai 2012 sur Disney Channel
- France : 20 novembre 2012 sur Disney Channel France
- Canada : 12 mai 2013 sur Family Channel

## Épisode 47:Monogramme Junior
- Titre original : Minor Monogram
- Histoire : Don Judge
- Écrit par : Drew Tolman
- Storyboard : Matt Weitzman
- Réalisé par : Ryan Burkhard
- Code production : BACX05
- États-Unis : 11 mai 2012 sur Disney Channel
- France : 20 novembre 2012 sur Disney Channel France
- Canada : 12 mai 2013 sur Family Channel

## Épisode 48:S.O.S Croco
- Titre original : What A Croc!
- Histoire : Don Judge
- Écrit par : Drew Tolman
- Storyboard : Matt Weitzman
- Réalisé par : Ryan Burkhard
- Code production : BACX06
- États-Unis : 1er juin 2012 sur Disney Channel
- France : 21 janvier 2013 sur Disney Channel France
- Canada : 19 mai 2013 sur Family Channel